# Costa ionica lucana
La costa ionica lucana è il tratto costiero italiano del Golfo di Taranto amministrativamente appartenente alla Basilicata.

## Descrizione generale
Il litorale della costa ionica lucana è lungo quasi 40 km ed è compreso interamente dalla provincia di Matera, tra Metaponto e Nova Siri. La costa ionica si presenta bassa sul livello medio del mare e di ampiezza variabile di circa 20 metri dalla battigia, caratterizzata da sabbie medio-fini e da un profilo dunale in continua erosione. Nell'entroterra, per un'area di circa 800 km², si estende la piana alluvionale del metapontino, attraversata dai cinque fiumi lucani che sfociano nel Mar Ionio: il Bradano, il Basento, il Cavone, l'Agri e il Sinni. Procedendo lungo il litorale, da nord-est verso sud-ovest, si incontra, al confine pugliese, il lago Salinella, unico lago salmastro della zona, situato alla foce del fiume Bradano. Continuando in direzione sud-ovest, il cordone di duna, conduce al margine della Riserva Statale di Protezione di Metaponto (240 ettari) tra le foci dei fiumi Bradano e Basento. 
Vicino a questa è la Riserva Statale biogenetica di Marinella Stornara (45 ettari) che fa parte dei boschi sperimentali per l'inclusione nel libro dei boschi da seme. Le pinete retrodunali continuano, quasi ininterrottamente, nei territori comunali di Pisticci e di Scanzano Jonico. In quest'ultima località, l'area di foce del Cavone genera un'ulteriore area umida di rilevante interesse botanico e ornitologico. Tuttavia il centro di interesse dell'avifauna migratoria è rappresentato dalle vasche salmastre dell'ex Ittica Val d'Agri. Verso il confine con la Calabria si trova il Bosco di Policoro il quale costituisce un'altra delle Riserve Regionali. In particolare il bosco di Policoro rappresenta l'ultimo lembo di un'estesa foresta planiziaria che un tempo era compresa tra le foci dell'Agri e del Sinni e si spingeva fin nell'entroterra collegandosi ai boschi che risalivano le colline verso i monti del Pollino.

## Habitat

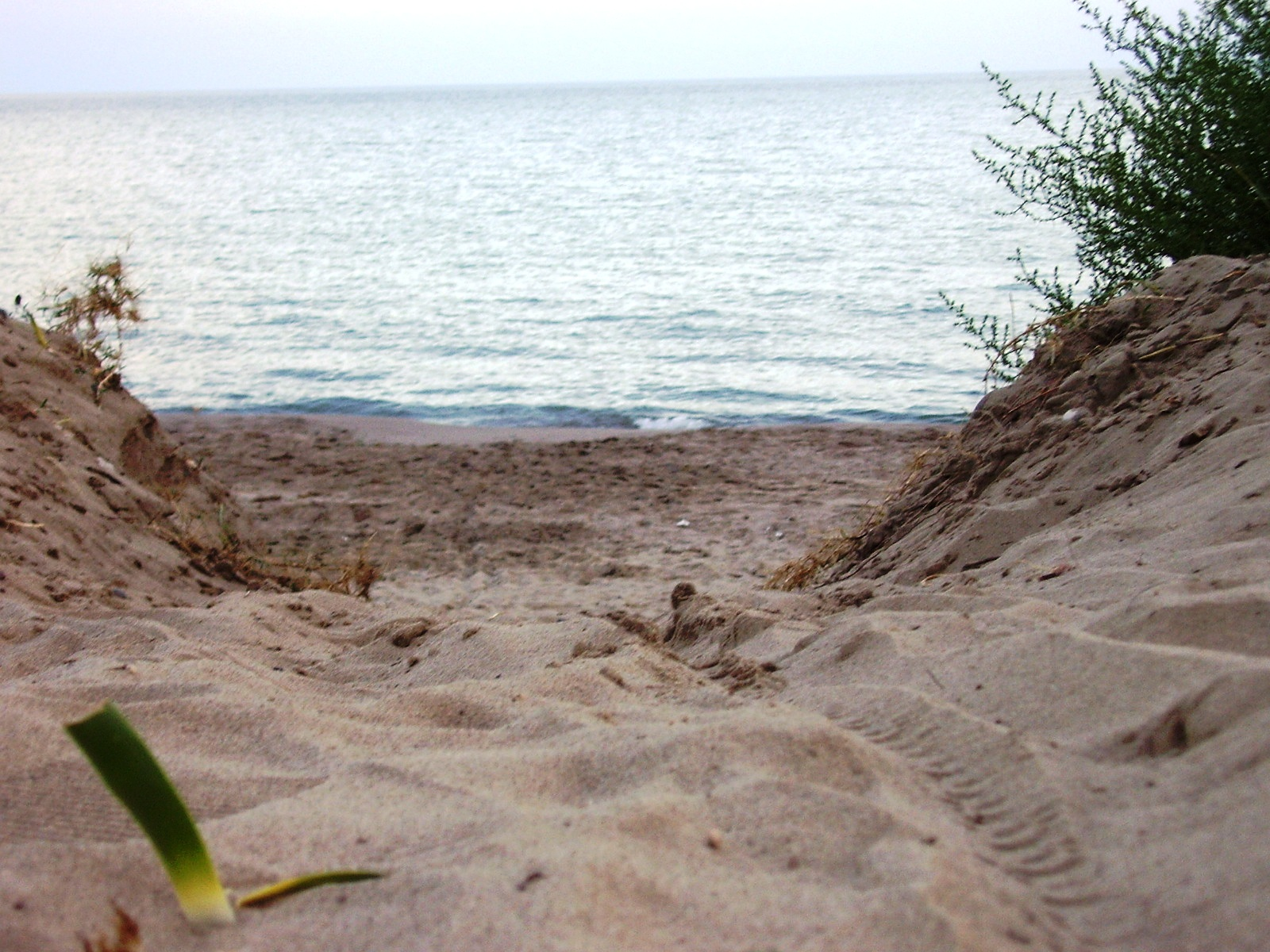
Vista del mare, Metaponto Lido

Le aree ioniche possono essere considerate omogenee in quanto a tipologia di habitat e morfologia territoriale. Tutte, infatti, presentano la struttura: battigia - cordone dunale - habitat caratteristici retrodunali - pineta retrodunale - territorio agricolo come modello nel quale sono inserite le singole aree. Pertanto tutte rappresentano un insieme ambientale ed ecologico abbastanza omogeneo.
La spiaggia, interamente sabbiosa, è soggetta a fenomeni erosivi ampiamente documentati. Gli studi dimostrano che l'erosione in questo tratto di costa è quasi esclusivamente dovuta all'azione antropica, per la maggior parte indotta direttamente dalla costruzione di dighe che sottraggono un enorme volume di sedimenti prima della foce dei fiumi e dal prelievo di inerti in alveo.

## Fauna e flora

### Fauna
Nella piana del metapontino sono presenti numerose specie faunistiche di importanza conservazionistica. Particolare citazione merita la Lontra (Lutra lutra), ancora presente negli alveoli fluviali, il cui ultimo avvistamento è stato effettuato nella zona del bosco di Policoro, presso la foce del Sinni il 24 aprile 2003 dai naturalisti Francesco Cecere e Michela Maffei. Da citare, inoltre, la Tartaruga marina (Caretta caretta) che ha nidificato sulle spiagge di Policoro nei primi anni novanta, l'osservazione di un individuo di Foca monaca nel 2002 da parte degli operatori della locale Oasi del WWF e numerose specie di uccelli; tra queste ultime, si menzionano le seguenti specie presenti soprattutto durante i periodi di migrazione: Sterna zampenere (Gelochelidon nilotica), Sgarza ciuffetto (Ardeola ralloides), Avocetta (Recurvirostra avosetta), Garzetta (Egretta garzetta), Airone bianco (Egretta alba), Spatola (Platalea leucordia), Mignattaio (Plegadis falcinellus), Airone rosso (Areda purpurea), Tarabusino (Ixobrychus minutus), Cavaliere d’Italia (Himantopus himantopus), Nitticora (Nycticorax nycticorax), Ghiandaia marina (Coracis garrulus), Falco pescatore (Pandeon haliaetus), Falco di palude (Circus Aeroginosus), Albanella reale (Circus cyaneus), Albanella minore (Circus pygargus), Albanella pallida (Circus macrorus), Nibbio reale (Milvus milvus), Nibbio Bruno (Milvus migrans), Succiacapre (Caprimulgus europaeus).

#### Stazione di inanellamento
Gli uccelli rivestono notevole importanza per lo studio dell'ecosistema e a tal proposito è stata effettuata un'analisi alla foce del fiume Cavone, finanziata dall'Ufficio Conservazione Natura della Regione della Basilicata, attraverso il metodo dell'inanellamento a scopo scientifico, tecnica basata sul marcaggio individuale degli uccelli. L'estuario del Cavone, situato sulla costa jonica, in provincia di Matera, è Oasi di Protezione ai sensi della Legge n. 157/92. Negli anni novanta l'area è stata sottoposta ad un intervento di restauro ambientale e fitodepurazione tramite una iniziativa Comunitaria ENVIREG attraverso il ministero dell'Ambiente, la Regione Basilicata ed il Comune di Pisticci: “Lavori di ripristino ambientale della foce del Cavone con moderni e brevettati sistemi di bioingegneria per il disinquinamento ed il riassetto della fascia jonica costiera anche attraverso il processo di fitodepurazione”. 
Tale intervento è stato definito il più grande intervento di ingegneria naturalistica effettuato presso la foce di un fiume in Europa. Attraverso questo intervento è stato ottenuto l'abbattimento dei carichi inquinanti chimici e microbiologici con conseguente miglioramento delle condizioni di balneazione della fascia costiera prossima alla foce del Cavone. È stata quindi effettuata una ricomposizione paesaggistica del territorio (150.000 metri quadrati restaurati) con un conseguente aumento dell'avifauna migratoria presente in maniera ricca e variegata così come accade presso le foci degli altri fiumi lucani. 
La zona della stazione di inanellamento è costituita da lembi residuali di canneto, soprattutto in prossimità della foce ed in particolare all'interno di un'area costiera priva di abitazioni litoranee. Nel sito si possono ammirare, in sequenza, spiaggia, dune e pineta litoranea; a queste si aggiungono aree umide temporanee formate da giunchi (Juncus acuminatus) e tamerici (Tamarix africana) e le foci dei fiumi che, nel caso specifico del Cavone, assumono notevole importanza a fini faunistici. Contemporaneamente alle operazioni di inanellamento sono state effettuate osservazioni sistematiche sul passaggio degli uccelli in transito nell'area di studio, in particolare dei rapaci e dei grandi veleggiatori (Cicogne, Gru). Le osservazioni effettuate suggeriscono un importante transito di migratori anche durante il giorno. Un esempio particolarmente significativo riguarda la Gru (Grus grus), osservata con oltre 500 individui fra il 12 ed il 31 marzo 2002. Alcuni individui, in sosta nei campi adiacenti all'area di studio, sono stati identificati come appartenenti alla popolazione finlandese, grazie alla lettura dell'anello di riconoscimento individuale.

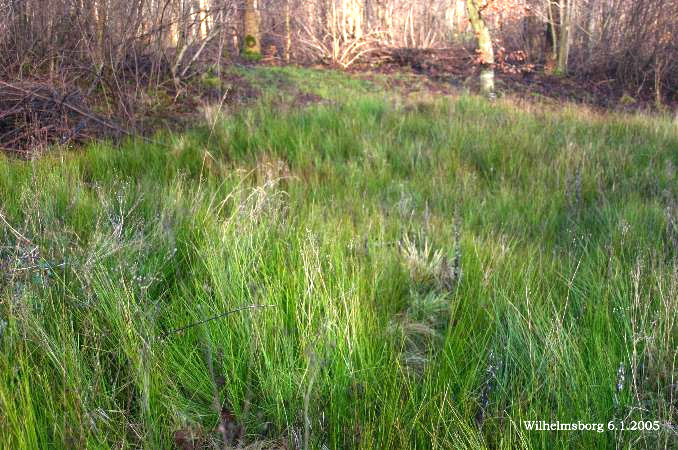
Juncus

### Flora
Il litorale ionico della Basilicata, come del resto l'intera regione, è caratterizzato dalla presenza di diverse specie endemiche. Le trasformazioni subite da parte dell'uomo fin dai tempi delle colonie greche sono state molto profonde e al giorno d'oggi le zone con rilevanti caratteristiche di naturalità sono esigue e presentano una superficie decisamente ridotta. Il Bosco Pantano di Policoro rappresenta sicuramente uno dei siti più interessanti nonostante i tagli effettuati alla fine degli anni '50. Questo sito, riconosciuto come di importanza internazionale, rappresenta l'estrema porzione meridionale di foresta planiziale con caratteristiche centro-europee. Inoltre è presente la Riserva Biogenetica naturale di Stornara ( Pineta di Metaponto e zone limitrofe paludose ) dichiarata zona ZPS e zona SIC per la sua notevole e inestimabile biodiversità floristica e faunistica

Per quanto riguarda la flora marina più prossima alla fascia costiera jonica, fino alla profondità di circa 10 metri e ad una distanza media dalla costa di circa 800 metri, dove i fondali sono costituiti da sabbie mediofini e fini, la flora è costituita da varie alghe fotofile, tra cui molto diffusa la Caulerpa prolifera, dalle caratteristiche foglie lanceolate e di colorazione verde, e la Paolina patolina.

La Regione Basilicata si è dotata, nel 1980, di una Legge per la protezione della flora (L.R. n. 42 del 22.5.1980).

## Erosione costiera

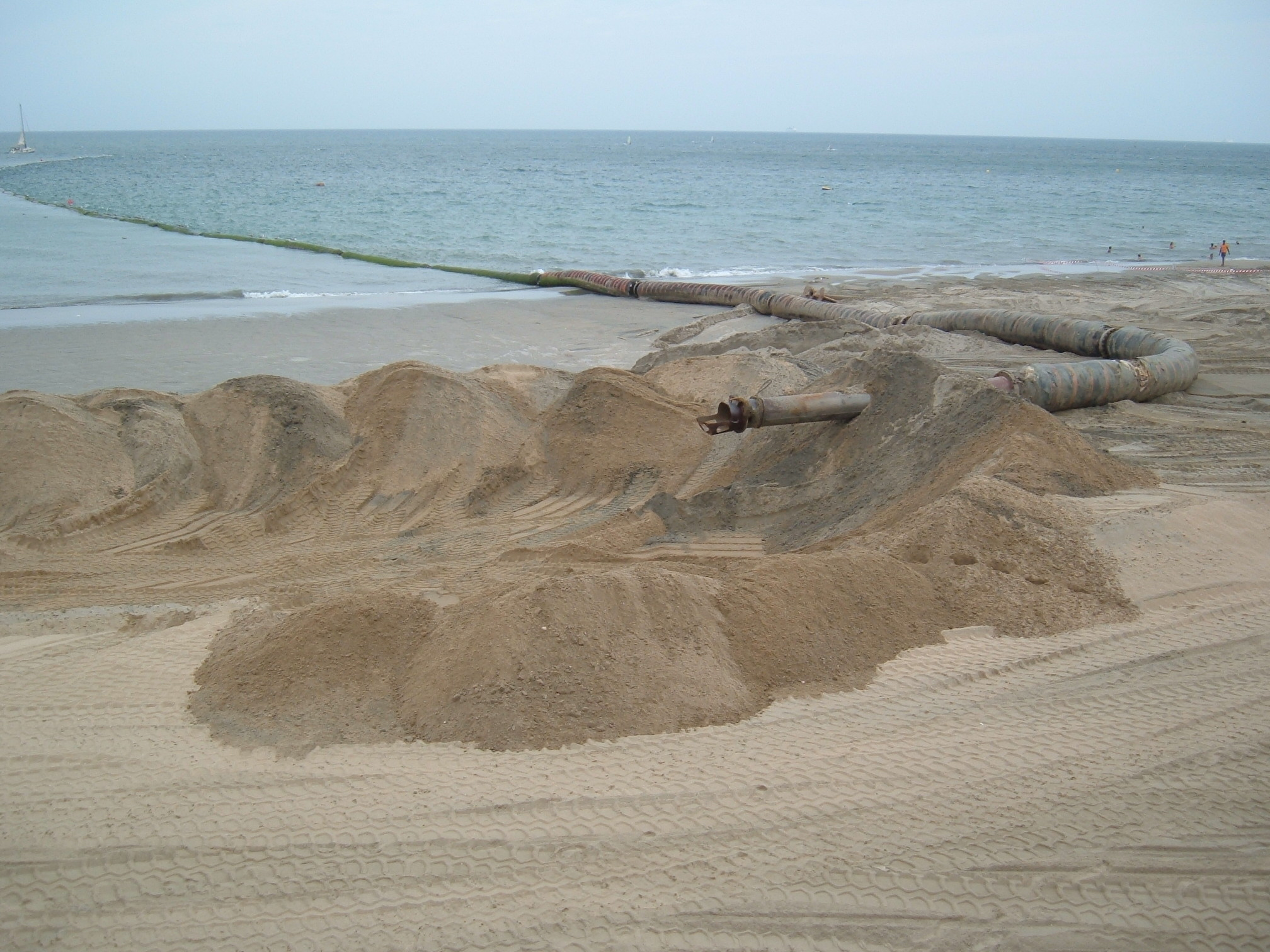
Ripascimento costiero a Barcellona, in Spagna

Studi e ricerche recenti evidenziano come le coste ioniche lucane siano in forte arretramento. In particolare gli studi dell'ENEA e dell'università di Ferrara – nell'ambito dell'accordo di Programma tra ENEA e Ministero dell'Ambiente – evidenziano, per gli ultimi 40 anni, i più alti valori di arretramento annuo in ambito nazionale. I cinque principali corsi d'acqua lucani hanno subito a monte vari interventi, in particolare attraverso sbarramenti per la costruzione di dighe, oltre ad alcune opere di regimazione degli argini, che hanno limitato in maniera consistente il trasporto al mare, con conseguente riduzione di detriti per il ripascimento naturale dei litorali.
L'evoluzione morfologica del litorale è, pertanto, fortemente condizionata da queste condizioni che ne caratterizzano gli sviluppi.
Il progressivo smantellamento delle dune, causato dall'accentuarsi del fenomeno dell'erosione, oltre che determinare un indebolimento nelle difese naturali che preservano la stabilità del litorale, favorisce una ingressione marina nell'area posteriore alle dune con conseguente alterazione dei parametri chimico-fisici delle falde acquifere. L'impoverimento del deposito naturale di sabbia nei prossimi anni determinerà, se permangono le attuali tendenze evolutive, un aggravarsi della velocità di arretramento della linea di riva ed è chiaro che determinati interventi da parte dell'uomo, quale la realizzazione di villaggi turistici, di porti turistici e di un maggior numero di lidi attrezzati e relative infrastrutture velocizzerebbero ulteriormente l'impoverimento della biodiversità costiera con perdita, in alcuni tratti, di determinati habitat dunali e retrodunali anche di notevole interesse ambientale.

## Sviluppo dell'industria turistica

### Situazione generale

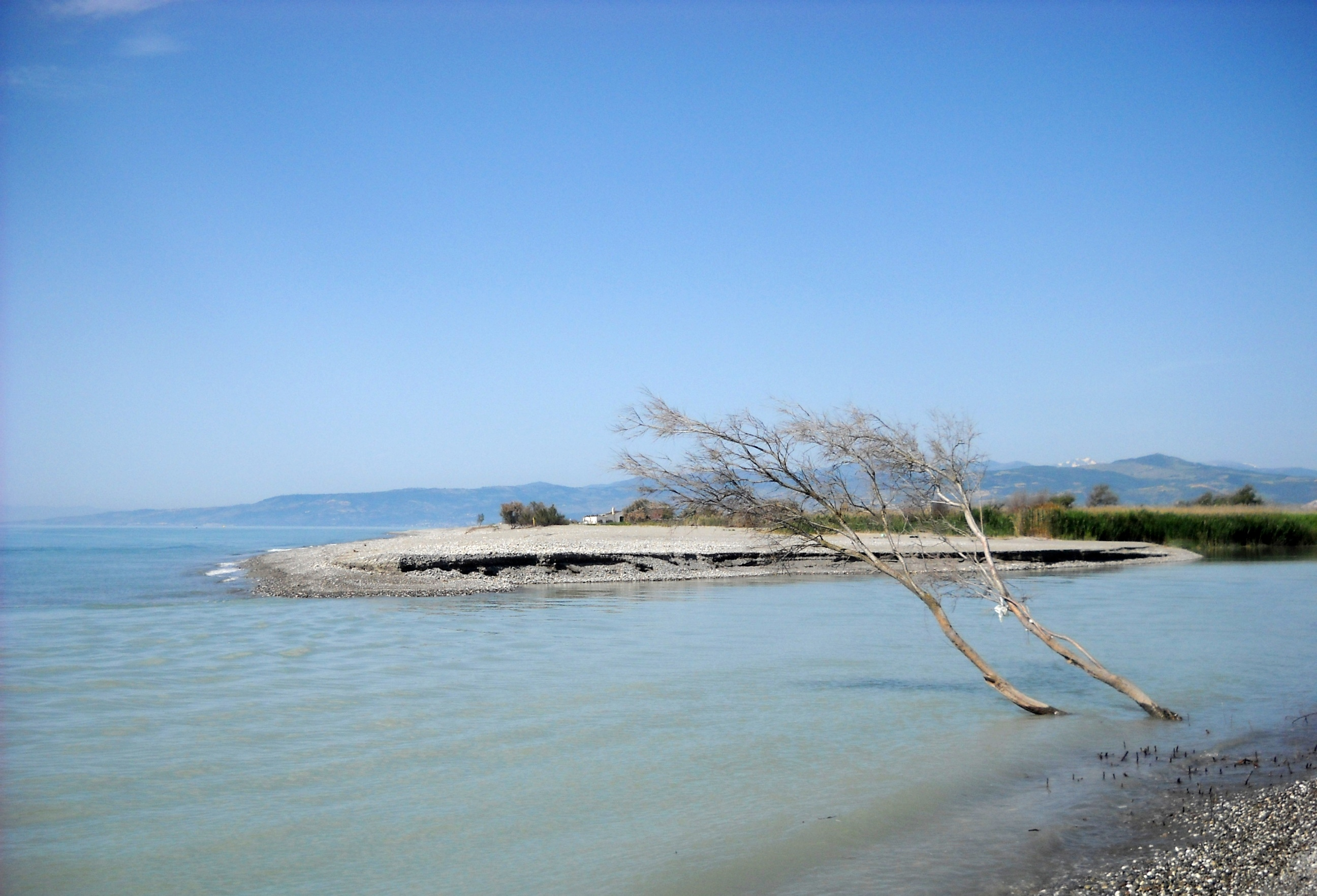
Foce del fiume Sinni

La costa ionica lucana è attualmente interessata da un'intensa attività di programmazione che non pare coordinata e non sembra tenere in debito conto né le valenze naturalistiche dell'area, vera risorsa della costa ionica interessata da un potenziale sviluppo turistico, né l'impatto sull'ambiente con conseguente riferimento ai problemi di inquinamento, erosione della costa, salinizzazione della falda. Questa programmazione interessa un tratto di costa inferiore a 40 km che è caratterizzato dalla presenza di cinque Siti di Importanza Comunitaria e una Zona di Protezione Speciale. Sono molteplici le opere già ultimate nel corso degli ultimi anni, mentre alcuni progetti di enorme rilievo e dimensione sono stati già finanziati, privatamente o pubblicamente: il progetto di Marinagri Spa, in territorio di Policoro, a ridosso e parzialmente dentro i SIC Foce Agri e Foce Sinni, il progetto della Compagnia Italiana Turismo Holding, in territorio di Scanzano Jonico a ridosso e parzialmente coincidente con il SIC foce Cavone, il porto degli Argonauti presso la foce del Basento e le previsioni del Piano di Utilizzo delle Aree Demaniali Marittime elaborato dalla regione Basilicata.

### Rischi dello sviluppo
L'Università degli Studi della Basilicata ha condotto indagini da cui è emerso che la linea costiera non viene rifornita della quantità necessaria di sabbia a causa dell'esiguo apporto di detriti da parte dei fiumi che sfociano nello Ionio poiché a monte di questi ultimi sono stati realizzati degli invasi artificiali (diga di Monte Cotugno sul Sinni, Pertusillo e la Diga di Gannano sull'Agri, Camastra sull'affluente destro del Basento) per l'accumulo e la gestione dell'acqua per scopi di irrigazione e anche per uso potabile. Inoltre sono stati eseguiti numerosi lavori di estrazione di inerti fluviali per la realizzazione di conglomerati bituminosi e di cemento. Secondo la società di ingegneria idraulica e marittima "Modimar", la realizzazione del porto turistico in prossimità della foce del fiume "Agri" contribuirebbe a causare un arretramento di circa 100 m della foce del fiume in questione e di conseguenza la perdita di ampie zone fluviali e lagunari di scambio idrico e solido tra il fiume e il mare. Per attenuare questo arretramento sono state previste delle ingenti iniezioni di sabbia per il ripascimento artificiale della costa ed è inoltre stata concepita la realizzazione di una barriera parallela alla costa della lunghezza complessiva di 920 m con il fine di ridurre l'erosione della zona dove è situata la foce dell'Agri. Nonostante ciò il WWF, la LIPU e tutto il Comitato di Difesa della Costa Jonica hanno espresso numerose riserve legate all'incompatibilità tra l'opera proposta e gli aspetti paesistici e naturalistici della zona.

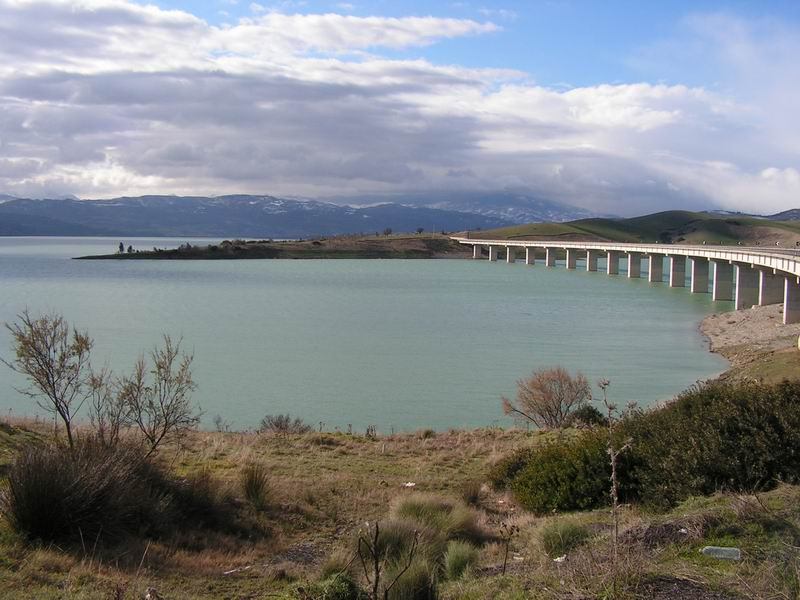
Diga di Monte Cotugno

### Piano dei Lidi
Il D.P.R. n. 616 del 24/7/1977 delega alle Regioni il compito di gestire amministrativamente i litorali e le relative aree demaniali. Al riguardo, la Regione Basilicata ha adottato, con D.G.R. (Deliberazioni della Giunta Regionale) n. 394 del 3/3/2001 tale delega redigendo il “Piano di Utilizzazione delle Aree Demaniali Marittime della Costa Jonica”.
I principi fondamentali su cui si basa il piano sono:
- elevata rilevanza naturalistica, paesaggistico-ambientale ed economica del mare, dell'arenile e della pineta prospiciente;
- miglioramento dell'offerta turistica regionale;
- coerenza con il Piano Paesistico vigente e Piano di Sviluppo Regionale.

#### Comuni interessati e opere realizzabili
Comune di Nova Siri con possibilità di realizzare:
- stabilimenti balneari in un numero massimo di 11 per un totale di 1700 m² edificabili e passerelle per 200 m²;
- spiagge attrezzate con possibilità di realizzare bar, docce, spogliatoi, bagni, pronto soccorso;
- campus naturalistici con una superficie massima di 10.000 m² di cui 1/30 copribile;
- verde attrezzato con una superficie massima di 18.000 m²;
- attività di pesca con una superficie massima di 2560 m² di cui 2000 m² di arenile;
- area portuale localizzata in corrispondenza della foce del torrente Toccacielo.

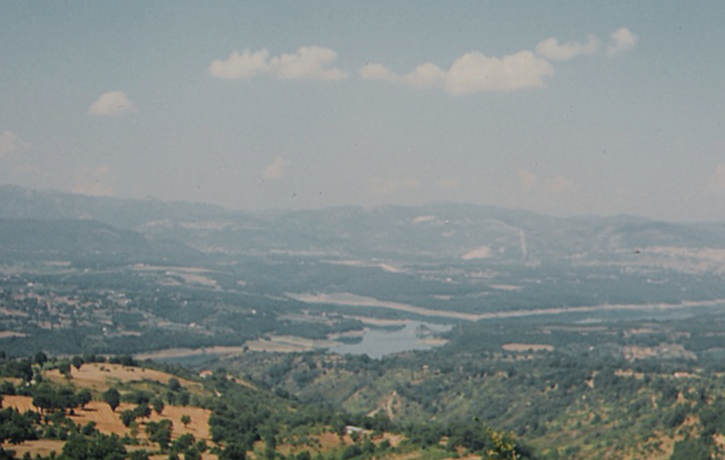
Lago del Pertusillo

Comune di Rotondella con possibilità di realizzare:
- stabilimenti balneari in un numero massimo di quattro per un totale di 1700 m² edificabili e passerelle per 200 m²;
- spiagge attrezzate con possibilità di realizzare bar, docce, spogliatoi, bagni, pronto soccorso;
- verde dunale da realizzarsi antistante gli stabilimenti balneari.

Comune di Policoro con possibilità di realizzare:
- stabilimenti balneari in un numero massimo di 10 di cui 5 già esistenti e delocalizzare per un totale di 1700 m² edificabili e passerelle per 200 m²;
- spiagge attrezzate con possibilità di realizzare bar, docce, spogliatoi, bagni, pronto soccorso;
- campus naturalistici con una superficie massima di 12.500 m² di cui 1/30 copribile;
- verde attrezzato con una superficie massima di 18.000 m²;
- punti ristoro con una superficie massima di 300 m² di cui 1/5 copribile;
- area portuale localizzata in corrispondenza dello scarico dell'idrovora dell'Ittica Valdagri.

Comune di Scanzano Jonico con possibilità di realizzare:
- stabilimenti balneari già esistenti e da localizzare poiché insistenti sull'arenile, per un totale di 1700 m² edificabili e passerelle per 200 m²;
- spiagge attrezzate con possibilità di realizzare bar, docce, spogliatoi, bagni, pronto soccorso;
- verde attrezzato/parcheggi con una superficie massima di 30000 m² e possibilità di realizzare strutture sportive, elementi di arredo urbano, servizi igienici, docce;
- campeggio con una superficie massima di 30.000 m² di 1/20 copribili.

Comune di Pisticci con possibilità di realizzare:
- stabilimenti balneari in un numero massimo di 7 per un totale di 1700 m² edificabili e passerelle per 200 m²;
- spiagge attrezzate con possibilità di realizzare bar, docce, spogliatoi, bagni, pronto soccorso;
- area portuale localizzata in corrispondenza della foce del fiume Basento.

Comune di Bernalda con possibilità di realizzare:
- stabilimenti balneari in un numero massimo di tre per un totale di 1700 m² edificabili e passerelle per 200 m²;
- spiagge attrezzate con possibilità di realizzare bar, docce, spogliatoi, bagni, pronto soccorso;
- tipologie costruttive già esistenti;
- area portuale localizzata in corrispondenza della foce del fiume Bradano.

## Infrastrutture
Il litorale è servito dalla Statale 106 Jonica e dalla ferrovia; in agro di Pisticci è presente l'aviosuperficie Mattei, su cui sono in corso i lavori per il potenziamento ad aeroporto di terzo livello.